# Rádio Cantareira
A Rádio Cantareira é uma rádio comunitária que fica na Brasilândia, em São Paulo. A rádio Cantareira tem como objetivo fortalecer a luta pela democratização da comunicação, divulgar as iniciativas de ações sociais, denunciar as injustiças, e ser um espaço de comunicação das ações comunitárias, culturais e sociais da região.